# Мураяма, Тацуо
Тацуо Мураяма (яп. 村山達雄 8 февраля 1915, Нагаока — 20 мая 2010, Токио) — японский государственный деятель, министр финансов Японии (1977—1978) и (1988—1989).

## Биография
Родился в городе Нагаока в префектуре Ниигата. В 1937 году окончил юридический факультет Токийского императорского университета. Работал в министерстве финансов, с 1959 года — генеральный директор налогового управления.
В 1963—1993 годах — депутат Палаты представителей японского парламента от Либерально-демократической партии (ЛДП).
В 1971 году непродолжительное время занимал пост статс-секретаря в министерстве юстиции.
В 1976—1977 годах — председатель парламентского комитета по контролю над бюджетом.
В 1977—1978 — министр финансов, в 1981 году — министр здравоохранения и социального обеспечения, в 1988—1989 годах — министр финансов Японии.